# Романівська волость (Луцький повіт)
Романівська волость — історична адміністративно-територіальна одиниця Луцького повіту Волинської губернії Російської імперії. Волосний центр — село Романів.
Наприкінці ХІХ ст. разом із сусідньою Теременською волостю ліквідовано, на їх основі утворено укрупнену Піддубецьку волость.
Станом на 1885 рік складалася з 19 поселень об'єднаних у 9 сільських громад. Населення — 6399 осіб (3150 чоловічої статі та 3249 — жіночої), 483 дворових господарства.
|                     | Площа, десятин | У тому числі орної, дес. |
| ------------------- | -------------- | ------------------------ |
| Сільських громад    | 8582           | 5320                     |
| Приватної власності | 8692           | 2905                     |
| Казенної власності  | 19             | 19                       |
| Іншої власності     | 235            | 159                      |
| Загалом             | 17528          | 8403                     |

Основні поселення волості:
- Романів — колишнє власницьке село за 20 верст від повітового міста, 688 осіб, 73 двори, православна церква, школа, постоялий будинок, водяний млин. За 3 версти — смоляний завод. За 10 верст — садиба Вигодонка з винокурним заводом та 3 водяними млинами.
- Воротнів — колишнє власницьке село, 695 осіб, 75 дворів, православна церква, постоялий будинок, 2 водяних млини, винокурний завод.
- Звірів — колишнє власницьке село, 310 осіб, 30 дворів, православна церква, постоялий будинок, водяний млин, смоляний та скипидарний заводи.
- Котів — колишнє власницьке село, 400 осіб, 37 дворів, православна церква, постоялий будинок.
- Крупа — колишнє власницьке село при річці Стир, 380 осіб, 47 дворів, православна церква, постоялий будинок.
- Лище — колишнє власницьке село, 225 осіб, 22 двори, православна церква, постоялий будинок.
- Піддубці — колишнє власницьке село, 295 осіб, 30 дворів, православна церква, водяний та вітряний млин, 2 ярмарки на рік.